# 菅原栄蔵
菅原 栄蔵（すがわら えいぞう、1892年（明治25年） - 1967年（昭和32年））は、日本の建築家。東京銀座にある名物ビアホールとして知られる銀座ライオン7丁目店や駒澤大学耕雲館（現在は禅文化歴史博物館）などの作品で知られる。直線を巧みに組み合わせた細部、スクラッチタイルを多用したフランク・ロイド・ライト式の作風で知られる。宮城県仙台の生まれ。

## 経歴
仙台市立仙台工業学校（現在の仙台市立仙台工業高等学校）を卒業。仙台周辺で建築現場関係の仕事を経験。1913年（大正2年）に上京。一年ほど、三橋四郎の建築設計事務所に臨時雇いで製図工として在籍の後、現場見習で曾禰中條建築事務所が手がける東京海上ビルに携わる。1917年（大正6年）に曾禰中條建築事務所に入所、1922年（大正11年）に独立し個人の設計事務所を開設。

## 代表作品
- 山口楼 茨城県水戸市
- 旧大日本麦酒の本社社屋 銀座ライオンビヤホール 施工は竹中工務店 竣工は1934年（昭和9年） 1階のアールデコ風の装飾と、奥のモザイクタイルの壁画が特徴的だったが、1978年（昭和53年）に全面改装され、建築当時の面影は塔屋部分や内装。
- 先代新橋演舞場 竣工は1925年（大正14年）、1979年（昭和54年）解体
- 駒澤大学旧図書館耕雲館 1925年（大正14年）-1928年（昭和3年） 1923年に倒壊した図書館の代替として 鉄骨鉄筋コンクリート造 東京都選定歴史的建造物
- 武蔵野女子大学キャンパス計画案 1927年（昭和2年） 実現せず